# Back Down South
"Back Down South" é uma canção da banda americana de indie rock Kings of Leon e o quarto single do seu álbum de 2010, Come Around Sundown.

## Faixas
Download digital
1. "Back Down South" - 4:01

## Video da música
Um vídeo para a música para acompanhar o lançamento de "Back Down South" foi lançado no YouTube em 27 de maio 2011, com um comprimento total de quatro minutos e cinco segundos. Foi dirigido por Casey McGrath e filmado em Nashville. William Goodman da revista Spin descreveu o vídeo como "um anúncio do estilo de vida americano".

## Recepção
Scott Shelter de PopCrush deu a música uma nota 8/10 a canção, comentando: "Com uma pitada de sotaque e um apelo para o caseiro, "Back Down South" não soaria ruim num festival de música country ou numa premiação. É uma mudança bem-vinda de ritmo para a nova direção que a banda vem tomando".

## Performances ao vivo
Kings of Leon tocaram a canção pela primeira vez durante em sua turnê de verão de 2010. Eles também tocaram ela no programa Later with Jools Holland.

## Paradas musicais
| Paradas (2011)                                | Melhor positção |
| --------------------------------------------- | --------------- |
| Bélgica (Ultratip Bubbling Under de Flandres) | 9               |
| Bélgica (Ultratip Bubbling Under da Valônia)  | 41              |
| Países Baixos (Single Top 100)                | 77              |
| Polônia (Music Charts)                        | 27              |

## Créditos e pessoal
- Kings of Leon
- Caleb Followill - vocal e guitarra
- Matthew Followill - violão
- Jared Followill - baixo
- Nathan Followill - bateria